# الفيضان الكبير عام 1862
الفيضان الكبير عام 1862 كان فيضانًا قويًّا ضرب غرب الولايات المتحدة الأمريكية وأجزاء من كولومبيا البريطانية والمكسيك، ويُعدّ أكبر فيضان مُسجّل في تاريخ ولايات كاليفورنيا وأوريغون ونيفادا. شهدت المنطقة قبل بدء الفيضان أسابيعًا متواصلة من هطول الأمطار وتساقط الثلوج بدأت في ولاية أوريغون بالولايات المتحدة الأمريكية في نوفمبر (تشرين الثاني) 1861 واستمرت حتى يناير (كانون الثاني) 1862. ثُمّ أعقب ذلك هطول أمطار غزيرة قياسية استمرت من 9 يناير (كانون الثاني) 1862 إلى 12 يناير (كانون الثاني) 1862، مما ساهم في بدء فيضان امتد من نهر كولومبيا جنوبًا في غرب ولاية أوريغون، ثُم عبر ولاية كاليفورنيا إلى مدينة سان دييغو، وامتد إلى الداخل حتى إقليم واشنطن (ولاية أيداهو حاليًا)، وإقليم يوتا (يشمل ولاية نيفادا وولاية يوتا حاليًا)، وإقليم نيو مكسيكو الغربي (ولاية أريزونا حاليًا). أدى هذا الطقس على مدى 43 يومًا إلى هطول ما يعادل 10 أقدام (3 أمتار) من الأمطار في ولاية كاليفورنيا، وكانت هذه الأمطار مصحوبة بتساقط الثلوج. وفي الجبال الواقعة أقصى غرب أمريكا الشمالية، تسبب التساقط الغزير للثلوج في تشكّل المزيد من الفيضانات التي ضربت ولايات أيداهو وأريزونا ونيو مكسيكو، وكذلك في باجا كاليفورنيا وسونورا بالمكسيك خلال فصلي الربيع والصيف التاليين، مع ذوبان الثلوج.
واختتم طقس ذلك الموسم بعاصفة شديدة ودافئة أذابت حمولة الثلوج الكثيفة التي تراكمت خلال العواصف السابقة. أدى ذوبان الثلوج الناتج عن العواصف الدفيئة إلى غمر الوديان بمياه الفيضانات، وغمر أو جرف البلدات والمطاحن والسدود والمجاري المائية والمنازل والأسوار والحيوانات الأليفة، وتدمير الحقول. ووُصفت هذه الفيضانات بأنها أسوأ كارثة ضربت كاليفورنيا على الإطلاق. تسببت العواصف في أضرار قُدّرت قيمتها بنحو 100 مليون دولار أمريكي عام 1862، أي ما يعادل تقريبًا 3 مليارات دولارًا أمريكيًا في عام 2021، وبسبب ذلك، لم يتقاضَ الحاكم والهيئة التشريعية للولاية وموظفو الولاية رواتبهم لمدة عام ونصف، كما أودت فيضانات كاليفورنيا بحياة ما لا يقل عن 4000 شخصًا، وهو ما كان يمثل حوالي 1٪ من سكان الولاية في ذلك الوقت.

## بداية الفيضانات
لم يكن نمط الطقس الذي تسبب في الفيضان الكبير عام 1862 ناجمًا عن ظاهرة النينيو، فبحسب ما ورد في سجلات الطقس الخاصة بالجيش الأمريكي، كان ذلك الطقس ناتجًا عن تحرك التيار النفاث القطبي إلى الشمال بعدما شهدت منطقة شمال غرب المحيط الهادئ طقسًا ممطرًا معتدلًا خلال النصف الأول من ديسمبر (كانون الأول) 1861. خلص علماء المياه والأرصاد الجوية في عام 2012 إلى أن هطول الأمطار كان على الأرجح بسبب سلسلة من الأنهار الجوية التي ضربت غرب الولايات المتحدة الأمريكية، وامتدت على طول الساحل الغربي بأكمله بدءًا من ولاية أوريغون إلى جنوب ولاية كاليفورنيا. يكون النهر الجوي عبارة عن طبقة عميقة من بخار الماء تتشكل في المناطق الاستوائية، ثُمّ تحملها الرياح، وتمتد من السطح إلى ارتفاعات عالية، غالبًا ما تزيد عن 10000 قدم، وتتركز في شريط ضيق نسبيًا، يتراوح عرضه عادةً بين 400 و600 كيلومتر (250 إلى 370 ميلًا)، وعادةً ما يمر النهر الجوي أمام حدود الجبهة أو يندمج فيها. ومع وجود الديناميكيات المناسبة لتوفير الرفع، يمكن للنهر الجوي أن ينتج كميات مذهلة من الأمطار، خاصةً إذا توقف فوق منطقة ما لأي فترة زمنية.
أعقب فيضان عام 1862 الكبير جفافًا دام 20 عامًا. شهدت ولاية أوريغون الأمريكية خلال شهر نوفمبر (تشرين الثاني) 1861 قبل الفيضان هطول أمطار ثابتة ولكنها أثقل من المعتاد، مع تساقط الثلوج بكثافة أكبر في الجبال. يعتقد الباحثون أن التيار النفاث قد انزلق جنوبًا، مصحوبًا بظروف التجمد التي أبلغ عنها في محطات أوريغون في 25 ديسمبر (كانون الأول) 1861. بدأت الأمطار الغزيرة بالهطول في ولاية كاليفورنيا بالتزامن مع تحرك منخفض الموجة الطويلة جنوبًا فوق الولاية، واستمر حتى نهاية يناير (كانون الثاني) 1862، مما تسبب في هطول الأمطار على جميع أنحاء الولاية لمدة 40 يومًا تقريبًا. وفي النهاية، تحرك المنخفض جنوبًا أكثر، مما تسبب في تساقط الثلوج على وادي سنترال وسلاسل الجبال المحيطة (15 قدمًا من الثلج في جبال سييرا نيفادا).